# Luis Torres
Luis Alonzo Torres Vargas (né le 3 février 1993 à Belize City au Belize) est un joueur de football international bélizien, qui évolue au poste de milieu de terrain et d'attaquant.

## Biographie

### Carrière en sélection
Luis Torres reçoit sa première sélection en équipe du Belize le 11 juin 2013, contre le Guatemala (match nul et vierge).
Il participe avec l'équipe du Belize à la Gold Cup 2013, organisée aux États-Unis.

## Palmarès
Police United
- Championnat du Belize (1) :
  - Champion : 2013 (Clôture).
  - Vice-champion : 2014 (Clôture) et 2014 (Ouverture).